# بامبال أوسبي
بامبال أوسبي (بالإنجليزية: Bambale Osby)‏ مواليد 21 مايو 1986 في ريتشموند، هو لاعب كرة سلة أمريكي. بدأ مسيرته الاحترافية في سنة 2008. يبلغ طوله 6 قدم 8 بوصة (2.0 م).

## المسيرة الاحترافية
لعب مع سوانز غموندن في موسم 2009–2010، ثم لعب مع نادي جامعة تالين للتقنية لكرة السلة في موسم 2010–2011، ثم لعب مع أورليان لواريت في الدوري الفرنسي في موسم 2012–2013، ثم لعب مع شياولياي في سنة 2014.

## روابط خارجية
- بامبال أوسبي على موقع كرة السلة الأوروبية.كوم (الإنجليزية)
- بامبال أوسبي على موقع كلية كرة السلة في سبورتس رفرنس.كوم (الإنجليزية)
- بامبال أوسبي على موقع ريلجم (الإنجليزية)
- بامبال أوسبي على موقع بروبوليرز (الإنجليزية)
- بامبال أوسبي على موقع سبورتس رفرنس (الإنجليزية)